# بوزانسكا بوجنا
بوزانسكا بوجنا ( الصربية السيريلية : Босанска Бојна) هي قرية في البوسنة والهرسك. وهي تقع في بلدية فليكا كلادوشا التابعة لكانتون يونا-سانا في اتحاد البوسنة والهرسك. طبقا لنتائج التعداد السكاني للبوسنة في عام 2013، فقد كان عدد سكانها 62 نسمة.

## الجغرافيا
هي قرية تقع على ضفاف نهر كورجاشنيكا على الحدود بين البوسنة والهرسك وكرواتيا.

## التركيبة السكانية

### التطور التاريخي للسكان
| 1961 | 1971 | 1981 | 1991 | 2013 |
| ---- | ---- | ---- | ---- | ---- |
| 904  | 730  | 543  | 480  | 62   |

### المجتمع المحلي
في عام 1991، المجتمع المحلي في بوزانسكا بوجنا كان 1187 نسمة موزعة على النحو التالي: